# Cykoria podróżnik
Cykoria podróżnik (Cichorium intybus L.) – gatunek rośliny należący do rodziny astrowatych. Znany też jako podróżnik błękitny. Rodzimy obszar jego występowania to znaczna część Europy, Azji oraz Algieria i Tunezja w Afryce Północnej, ale rozprzestrzenił się szeroko i obecnie występuje na wszystkich kontynentach z wyjątkiem Antarktydy. Jest także uprawiany w Azji, Europie, Australazji, Afryce i Ameryce Północnej. W polskiej florze jest archeofitem pospolicie występującym na całym obszarze.

## Morfologia

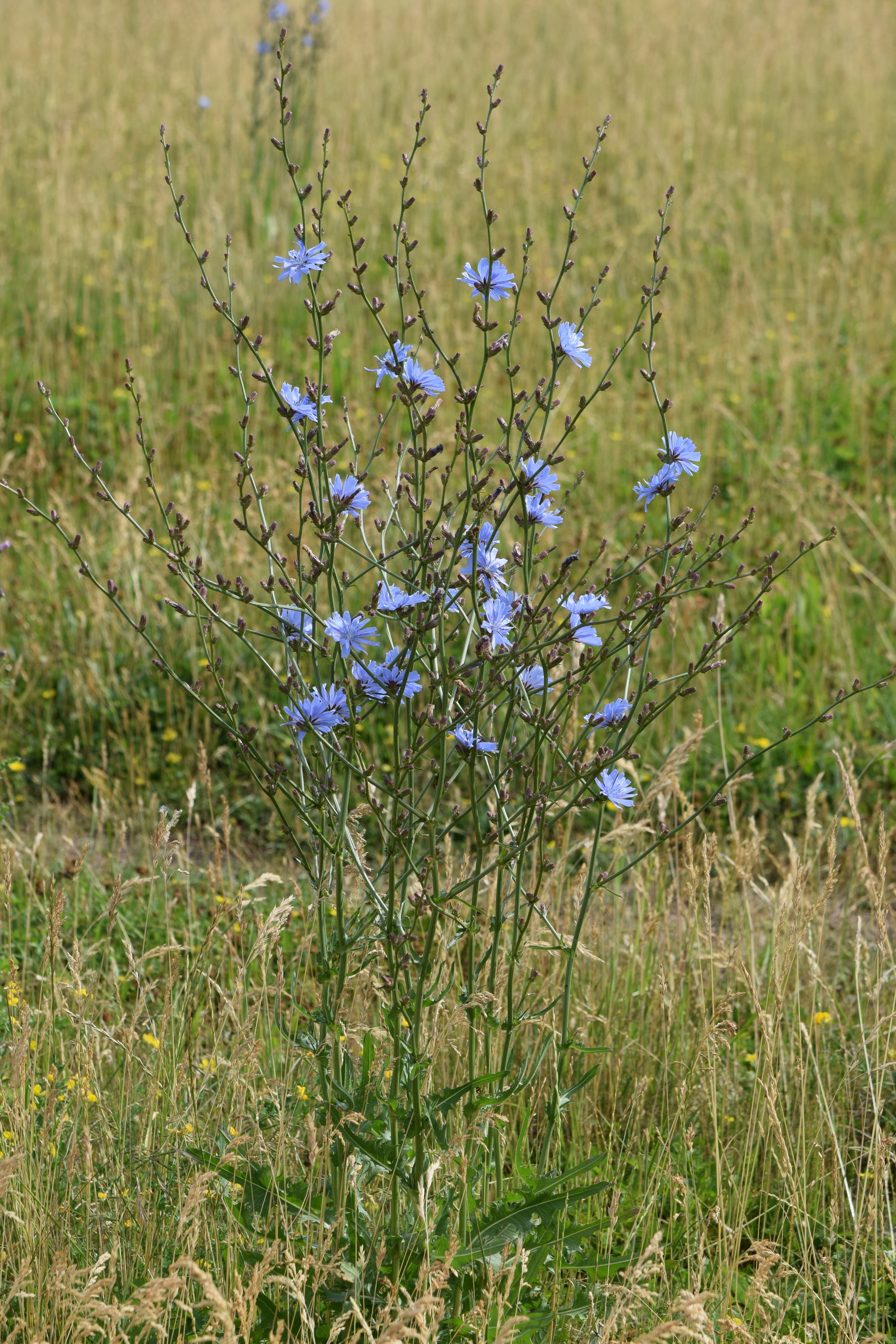
Pokrój

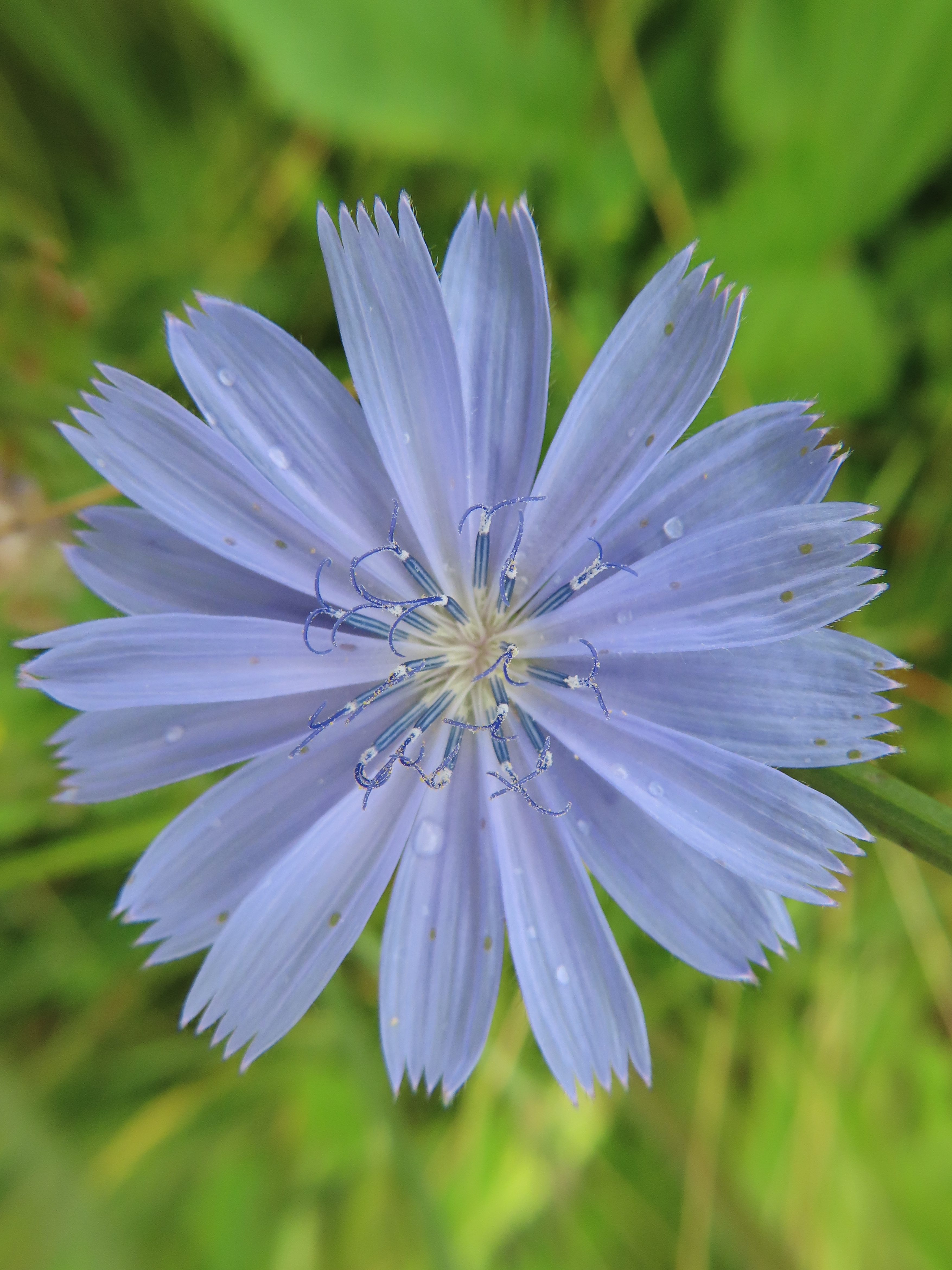
Kwiatostan (koszyczek)

ŁodygaOsiąga wysokość 30–120 cm. Łodygi dość cienkie, rozgałęzione, zielonkawoszare, u nasady szorstko owłosione, odporna na zerwanie dzięki zawartości mocnych włókien.
LiścieNa łodygach rzadko rozmieszczone, niewielkie, lancetowate, siedzące, całobrzegie lub lekko ząbkowane, o strzałkowatej lub sercowatej nasadzie. Liście dolne owłosione od spodu, tworzące przyziemną rozetę, zatokowo pierzastodzielne, długości 10–20 cm.
KwiatyKwiaty niebieskie, czasem białe lub różowe. Koszyczki kwiatowe o średnicy 3–4 cm, złożone z licznych, języczkowatych kwiatów, osadzone na szczytach łodyg i w kątach łodyg bocznych lub górnych liści. Listki okrywy koszyczka ułożone w 2 szeregach, gruczołowato owłosione. Kwiaty brzeżne dłuższe, lancetowate. Otwarte tylko w ciągu dnia, bardzo trwałe.
OwoceOdwrotnie jajowate, 2–5-kanciaste niełupki z wieńcem z krótkich łusek. Roślina wiatrosiewna.
KorzeńKorzeń palowy, mało rozgałęziony, gruby, mięsisty, brunatny i gorzki w smaku.

## Biologia i ekologia

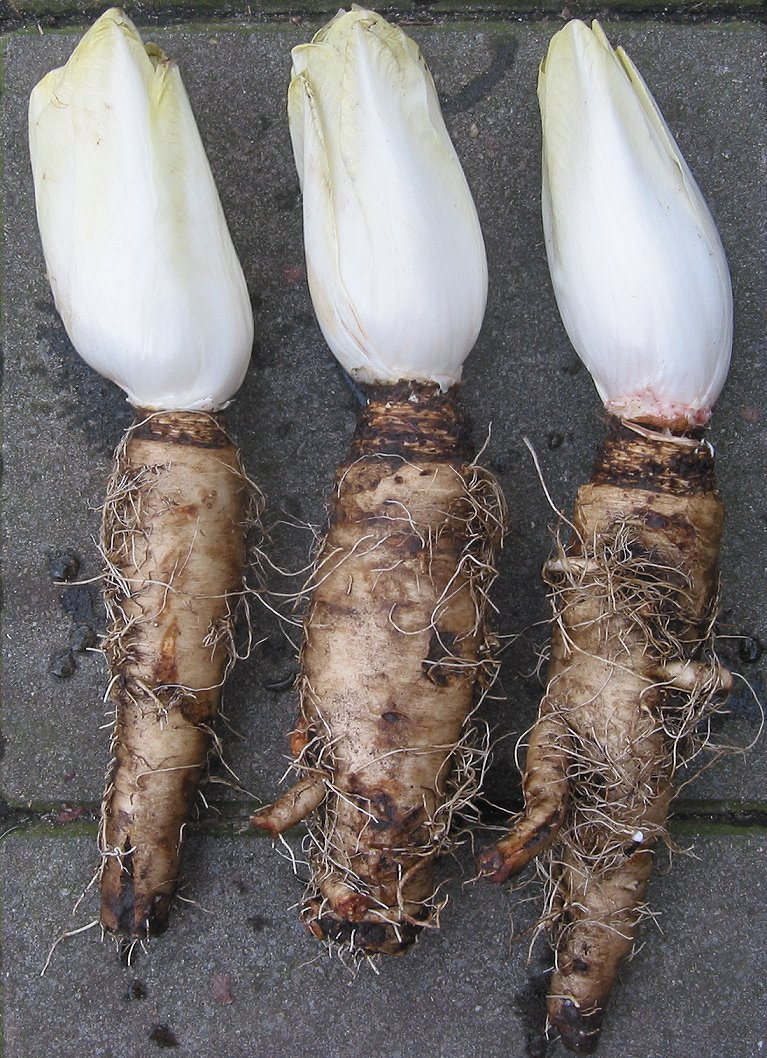
C. intybus var. foliosum

- Rozwój: bylina, hemikryptofit. Kwitnie od lipca do września, jest owadopylna.
- Siedlisko: rośnie zwykle na glebach piaszczystych i kamienistych. Można ją spotkać na poboczach dróg, nasypach, ugorach, łąkach i obrzeżach pól uprawnych.
- W klasyfikacji zbiorowisk roślinnych gatunek charakterystyczny dla rzędu (O.) Onopordetalia[6].
- Liczba chromosomów 2n= 18.

## Zastosowanie
- Roślina lecznicza – używana w ziołolecznictwie od czasów prehistorycznych, m.in. w krajach niemieckojęzycznych i arabskich, stosowana także w homeopatii. Została zidentyfikowana przez Nil Sari jako jedna z roślin opisywanych przez Avicennę (pod nazwą „hindiba”), który to przypisywał im właściwości przeciwrakowe[7]. Sari i dwoje współpracujących z nią naukowców opatentowało swoje odkrycie dotyczące grupy związków zawartych m.in. w cykorii podróżnik, a mających zastosowanie w leczeniu niektórych nowotworów[8].
  - Surowiec zielarski: całe ziele, same płatki lub korzeń (Radix Cichorii). Zawierają glikozyd intubinę, dużo inuliny (ok. 40%), laktucynę, pektynę, cholinę, taraxasterol, sole mineralne i śladowe ilości olejków eterycznych.
  - Działanie: korzeń łagodnie pobudza wytwarzanie soku żołądkowego, żółci oraz ma działanie moczopędne. Jest stosowany w wielu mieszankach ziołowych do leczenia zaburzeń trawienia i przy ogólnym osłabieniu. Działa lekko przeczyszczająco[9].
  - Zbiór i suszenie: Całe ziele zbiera się w kwietniu. Korzeń zbiera się w październiku lub na wiosnę. Po wykopaniu należy go szybko umyć i suszyć w temperaturze ok. 40 °C[10].

- Sztuka kulinarna
  - Młode listki cykorii można wiosną dodawać do sałatek, ze względu na zawartość witamin C, B i mikroelementów.
  - Korzeni cykorii (odmiany znanej jako cykoria korzeniowa, C. intybus var. sativum[11]) po ususzeniu, zmieleniu i uprażeniu używa się jako ważnego składnika kawy zbożowej. Przy prażeniu zawarta w korzeniu inulina przemienia się w związek o aromacie przypominającym kawę.
- Cykorię podróżnik często sadzi się w zegarach kwiatowych z powodu regularnego otwierania się i zamykania kwiatostanów.

## Cykoria w kulturze
- Według legendy kwiaty cykorii swój niebieski kolor zawdzięczają oczom dziewczyny, płaczącej za straconym ukochanym.

- Młode liście i korzenie są jadalne. Uważa się, że od Egipcjan Żydzi nauczyli się spożywania w okresie Pesach mięsa z gorzkimi ziołami (Lb 9,11). Niektórzy badacze roślin biblijnych są zdania, że wśród tych ziół znajdowały się cykoria podróżnik i Cichorium pumilum. Arabowie do dzisiaj spożywają mięso z gorzkimi ziołami, są wśród nich obydwa wymienione gatunki cykorii, które wśród innych ziół są sprzedawane na straganach[12].

- Poczta Polska wyemitowała 5 września 1967 r. znaczek pocztowy przedstawiający cykorię podróżnik o nominale 7,90 zł, w serii Kwiaty polne. Autorem projektu znaczka był Tadeusz Michaluk. Znaczek pozostawał w obiegu do 31 grudnia 1994 r. Cykoria podróżnik pojawiła się też na pierwszym znaczku tej serii o nominale 20 gr, w bukiecie kwiatów polnych[13].